# Poisoned Love
Poisoned Love (en chino, 恋爱吧，食梦君！; pinyin, Lian Ai Ba, Shi Meng Jun!), es una serie de televisión china transmitida del 24 de septiembre del 2020 hasta el 30 de octubre de 2020, por medio de iQiyi.

## Historias[2]
La serie gira en torno a Fang Yan, una genio del doblaje que sufre de pesadillas y sonambulismo debido a un trauma y a Shi Meng, un joven productor de cine que de pequeño sufrió una traumática experiencia. Shi Meng ayuda a Fang Yan a salir de su trauma, sin embargo ella cree erróneamente que su hermano, Shi Yi fue el que la ayudó. 
A través de malentendidos y experiencias, los tres comienzan a crecer y a ayudarse mutuamente. Mientras que Fang Yan y Shi Meng se enamoran y comienzan una relación.

## Reparto

#### Personajes principales
| Actor               | Personaje | Episodios | Notas |
| ------------------- | --------- | --------- | --- |
| Ma Mengwei Li Yunxi | Fang Yan  | 24        | Es una joven que trabaja en doblajes, que de pequeña sufrió una experiencia traumática que ocasionó que desarrollara sonambulismo. Está enamorada de Shi Meng. |
| Ao Ruipeng Xu Jiaxi | Shi Meng  | 24        | Es un joven y atractivo pero exigente productor de cine. De pequeño fue secuestrado y cuando regresa a su casa descubre que su padre había desaparecido luego de salir a buscarlo, debido a esto no le gusta dormir con la luz apagada. Está enamorado de Fang Yan, a quien trata con gentilesa y afecto. |
| Luo Zheng K Shao    | Shi Yi    | -         | Es el hermano de Shi Meng, así como un popular cantante. |

#### Personajes secundarios
| Actor        | Personaje    | Episodios | Notas |
| ------------ | ------------ | --------- | ----- |
| Shi Qingyan  | Zuo Yao      | -         |       |
| Ma Dongchen  | Hao Yingjun  | -         |       |
| Wu Chengze   | Xiang Weilin | -         |       |
| Su Xin       | Ling Fangqin | -         |       |
| Zhao Shuai   | Xiao K       | -         |       |
| Ma Dabao     | Zuo You      | -         |       |
| Leng Haiming | Shi Jianhua  | -         |       |
| He Xiaohu    | Lao Wang     | -         |       |
| Zeng Xiyan   | Yi Ming      | -         |       |
| Cheng Shiyu  | Gu Yuanzhou  | -         |       |

#### Otros personajes
| Actor       | Personaje  | Episodios | Notas           |
| ----------- | ---------- | --------- | --------------- |
| Gao Huayang | Doctor Cui | -         |                 |
| Li Qiang    | CEO Zheng  | -         |                 |
| Wang Ziyan  | -          | -         | Es un director. |

## Episodios
La serie está conformada por 24 episodios, los cuales fueron emitidos todos los jueves y viernes a las 12:00.

## Producción
El drama también es conocido como "Fall in Love".
Es dirigido por Chen Gang (陈钢), quien contó con el apoyo de los guionistas Feng Xue (冯雪), Zhang Xiaolun (张晓仑), Zou Jingwei (郝静伟) y Sun Huahua (孙婳婳).
La serie contó con el apoyo de las compañías de producción "Hero Kiddo", "Sanfu Interactive Entertainment" y "iQIYI Dongman".